# Rupture prématurée des membranes
Pour les articles homonymes, voir RPM.
 Mise en garde médicale
La rupture prématurée des membranes (la RPM) est l'ouverture de l'œuf avant le début de l'accouchement appelé « travail ». La rupture prématurée des membranes avant le terme de huit mois est la première cause d'accouchement prématuré.

## Causes
Une cause n'est identifiée que dans 40 % des cas.

### Mécaniques
- Traumatisme direct ou indirect (coup porté au niveau abdominal, accident de circulation, rapports sexuels, etc.)
- Cause obstétricale : grossesse gémellaire, hydramnios
- Iatrogène : complication d'une amnioscopie, de la pose d'un laminaire au cours d'une interruption volontaire de grossesse (IVG).

### Infectieuses de la filière génitale
C'est la principale urgence à éliminer devant toute RPM :
- Chorioamniotite
- Vulvo-vaginite
- Endométrite

### Cause inconnue
Soixante pour cent (60 %) des RPM.
Ce qui a fait discuter la possibilité d'une fragilité constitutionnelle de la poche amniotique de certaines femmes, responsable de RPM répétées lors des différentes grossesses.

## Diagnostic
Le diagnostic est essentiellement clinique : l'examen au spéculum visualise un écoulement de liquide amniotique ou il existe un écoulement de liquide amniotique au refoulement abdominal prudent de la présentation.
Dans les autres cas on pourra s'aider de tests diagnostiques comme :
1. Test détectant l'IGFBP-1[1],[2],[3]
2. Test à la nitrazine (en)
3. Test à la diamine oxydase

## Prise en charge
Le pronostic pour l'enfant dépend de trois paramètres :
1. Âge gestationnel au moment de la rupture
2. L'existence ou non d'un oligoamnios
3. L'existence ou non d'une chorioamniotite

Les investigations à l'entrée comporteront :
1. Pouls et température maternels
2. Recherche d'une activité contractile de l'utérus (examen cardiotocographique)
3. Examen bactériologique du vagin (prélèvement vaginal)
4. Échographie pour vérification de la présentation et appréciation de la quantité de liquide amniotique
5. Hémogramme et dosage de la CRP
6. Ablation du fil de cerclage si besoin

L'hospitalisation est systématique : la moitié des ruptures prématurées des membranes accouchent dans la semaine.

### Avant viabilité fœtale (24 Semaines d'aménorrhées)
En cas d'anamnios ou de signes de chorioamniotite, les risques de dysplasie pulmonaire ou de maladie des brides amniotiques sont très importants, pouvant éventuellement justifier une interruption médicale de grossesse. Les futurs parents seront associés à la décision.

### Entre cinq mois (24 semaines) et huit mois (36 semaines)
La rupture prématurée des membranes avant terme concerne 2 à 3% des grossesses en France .
Une hospitalisation est nécessaire. La patiente est mise au repos. Une antibioprophylaxie par Béta lactamine sera instaurée pour durée de 7 jours. Un arrêt précoce de l'antibiotique est possible en cas de prélèvement vaginal négatif. Une corticotherapie permettra de diminuer les complications en cas d'accouchement prématuré. Après 48 heures de surveillance hospitalière, une prise en charge à domicile est souvent possible. Une recherche régulière clinique et biologique de signes d'infection intra utérine est nécessaire.
Si l'accouchement n'est pas survenu plus tôt, le travail sera déclenché à 37 SA.

### Après huit mois
Le seul risque pour le fœtus est le risque infectieux.
En l'absence de signe ou de risque infectieux, deux attitudes sont possibles: le déclenchement du travail et l'attente d'une mise en travail spontanée pendant un maximum de quatre jours. Le risque d'infection et de césarienne et le même quel que soit l'attitude choisie. Durant cette période, il est conseillé de limiter le nombre de toucher vaginaux, afin de réduire le risque infectieux. Après douze heures de rupture, une antibiothérapie sera prescrite à la patiente pour limiter la contamination néonatale à streptocoque B .